# Mont Kuma
Le mont Kuma (熊ヶ岳, Kuma-ga-dake), ou mont Kumaga, est un stratovolcan situé dans le groupe volcanique Daisetsuzan des monts Ishikari en Hokkaidō au Japon.